# Polynoe rigida
Polynoe rigida är en ringmaskart som beskrevs av Grube 1868. Polynoe rigida ingår i släktet Polynoe och familjen Polynoidae. Inga underarter finns listade i Catalogue of Life.